# Kamsothöna
Kamsothöna (Fulica cristata) är en huvudsakligen afrikansk fågelart i familjen rallar med en isolerad population i södra Spanien.

## Utseende
Kamsothönan är mycket lik sothönan (Fulica atra) som den kan finnas tillsammans med. Häckningstid har den två mörkröda knölar i pannan, som dock är förvånansvärt svåra att se och dessutom tillbakabildas snabbt. I övrigt är näbben blågrå snarare än gräddvit, fjäderfästet på ovansidan av näbben rundat och inte spetsigt, halsen smalare och i flykten mörk vinge utan vit vingbakkant.

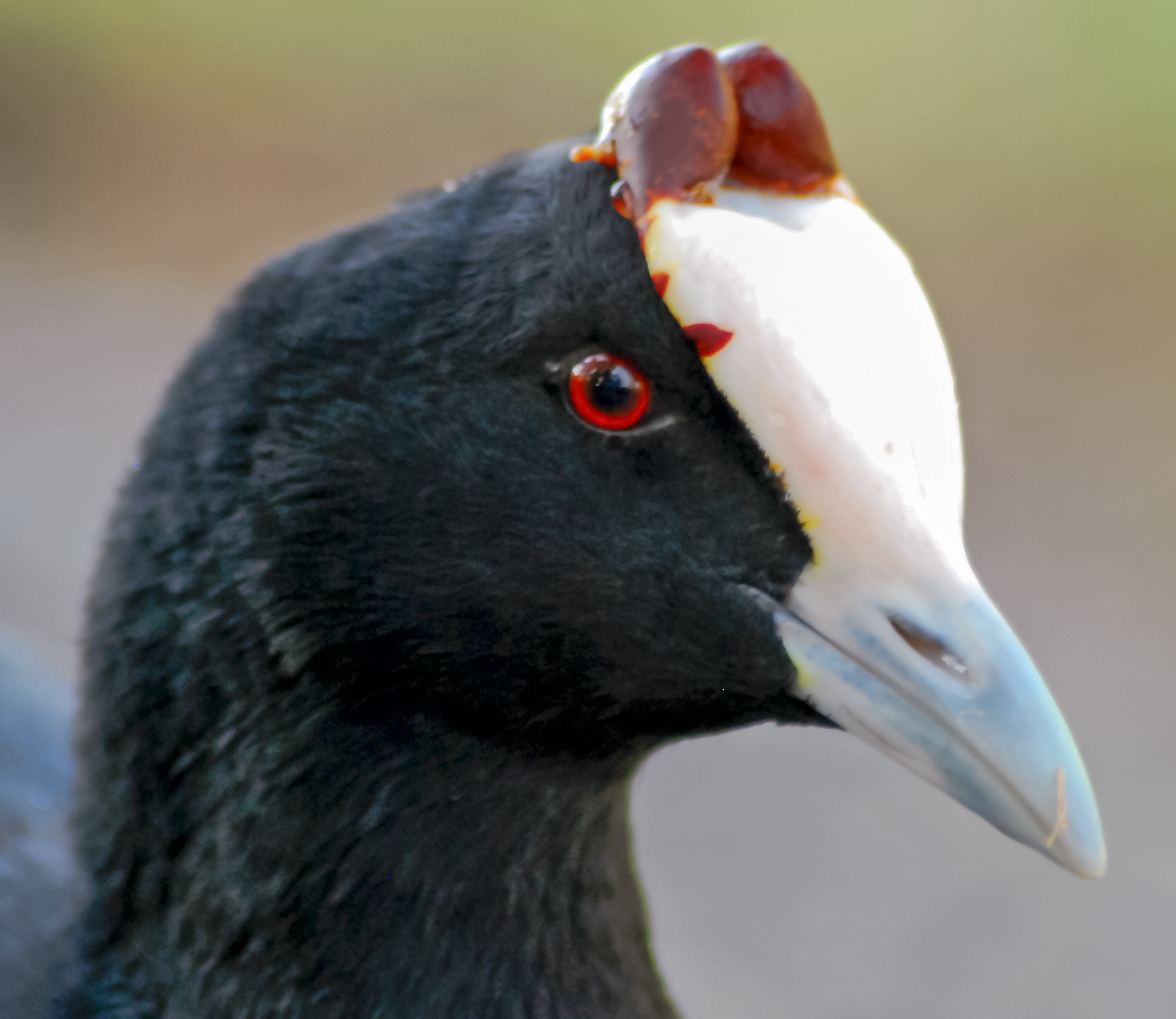
Adult i häckningsdräkt.
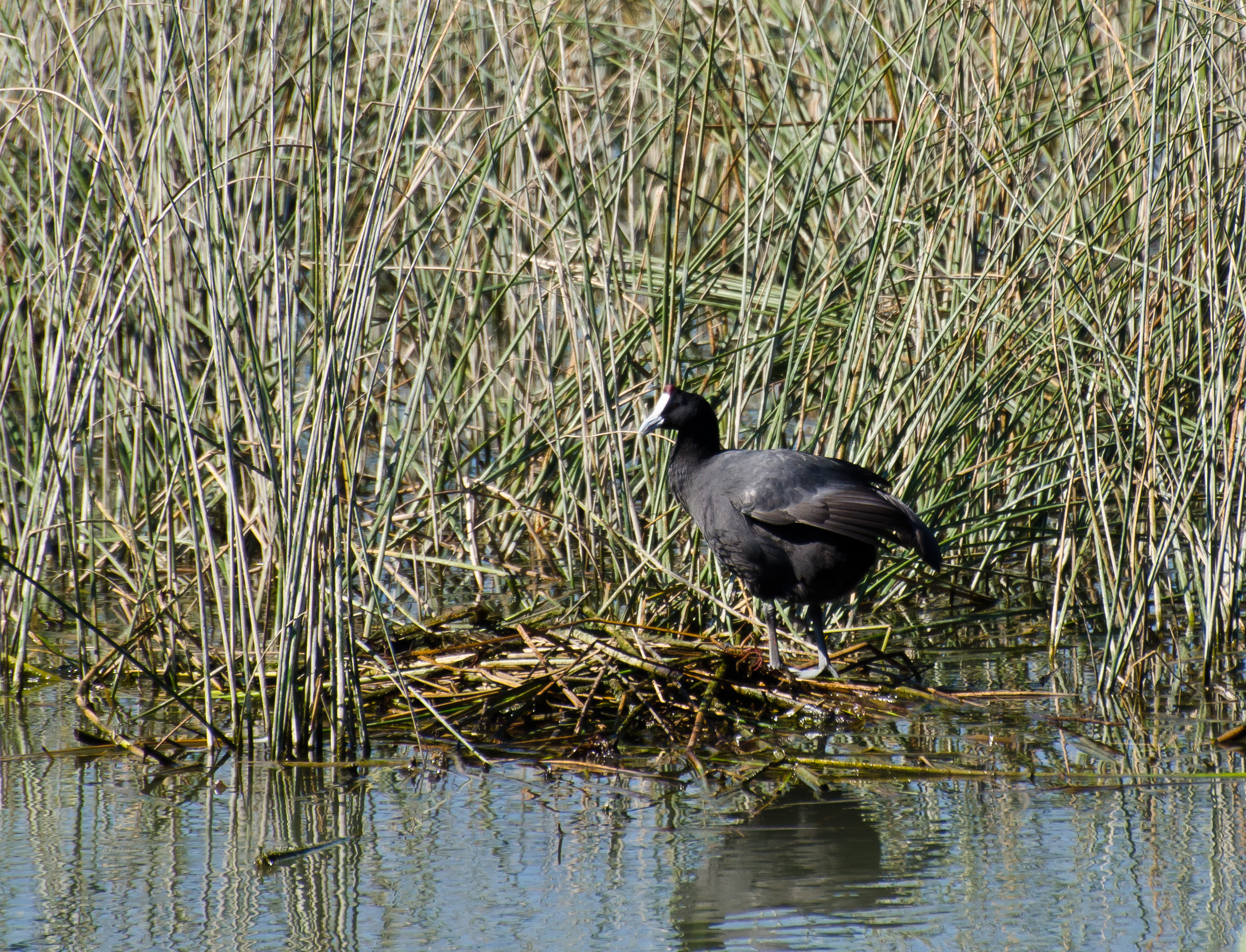
Kamsothöna vid bo på Mallorca.
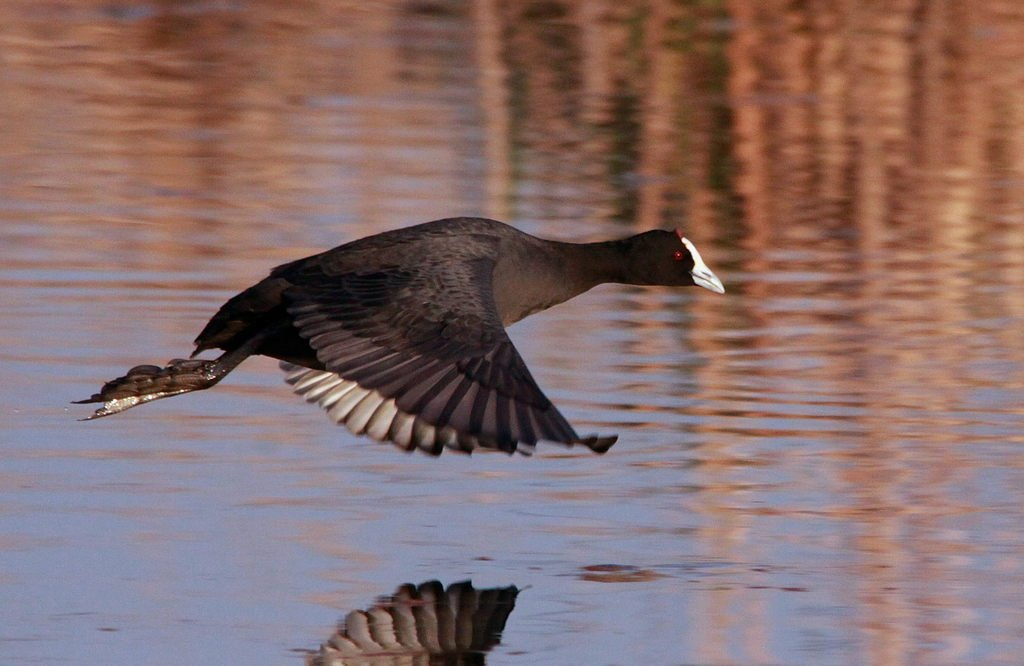
I flykten. Notera avsaknaden av sothönans vita vingbakkant.

## Läten
Lätena skiljer sig tydligt från sothönans, dels ett gällt och nasalt "kerre", dels ett likaledes nasalt men dovt "ka-hah".

## Utbredning och systematik
Kamsothönan förekommer från Iberiska halvön till Sydafrika och Madagaskar. Den anses utdöd i Tunisien och troligen utdöd i Algeriet. Fågeln har införts till Förenade Arabemiraten. Som tillfällig gäst har den observerats i bland annat Frankrike, Italien, Malta och Portugal. Den anses vara monotypisk, det vill säga att den inte delas in i några underarter.

## Levnadssätt

### Habitat
Kamsothönan lever i färskvattensbiotoper som sjöar och dammar, men även i våtmarker med vass och papyrus och ibland i floder. Under häckningstid föredrar den områden med flytande eller omgivande vegetation, medan den under resten av året kan ses på helt öppet vatten. I Östafrika påträffas den upp till 3.000 meters höjd.

### Föda
Arten är en allätare som intar växtdelar och frön, men också mollusker, kräftdjur, leddjur och ibland till och med as. Den födosöker på liknande maner som sothönan men anses vara en bättre dykare och ses mer sällan på land än denna.

### Häckning
Båda könen bygger det plattformsliknande boet, oftast med en ramp på ena sidan, och placeras i närheten av vatten eller flytande på vattenytan. Den bygger också "falska bon" som används för vila. Den lägger vanligtvis fem till sju ägg, men kullar på upp till elva har observerats. Båda föräldrar ruvar äggen och ungarna kläcks efter 18-25 dagar. Ungarna lämnar boet efter endast en dag och kan dyka snart efter. Arten lägger oftast en kull, men möjligtvis två i Marocko.

## Status och hot
Arten har ett stort utbredningsområde och en stor population, men tros minska i antal, dock inte tillräckligt kraftigt för att den ska betraktas som hotad. IUCN kategoriserar därför arten som livskraftig (LC). Världspopulationen uppskattas till mellan cirka 100.000 och en miljon individer, varav det i Europa tros häcka endast 25-90 par.